# Ewa Berberyusz

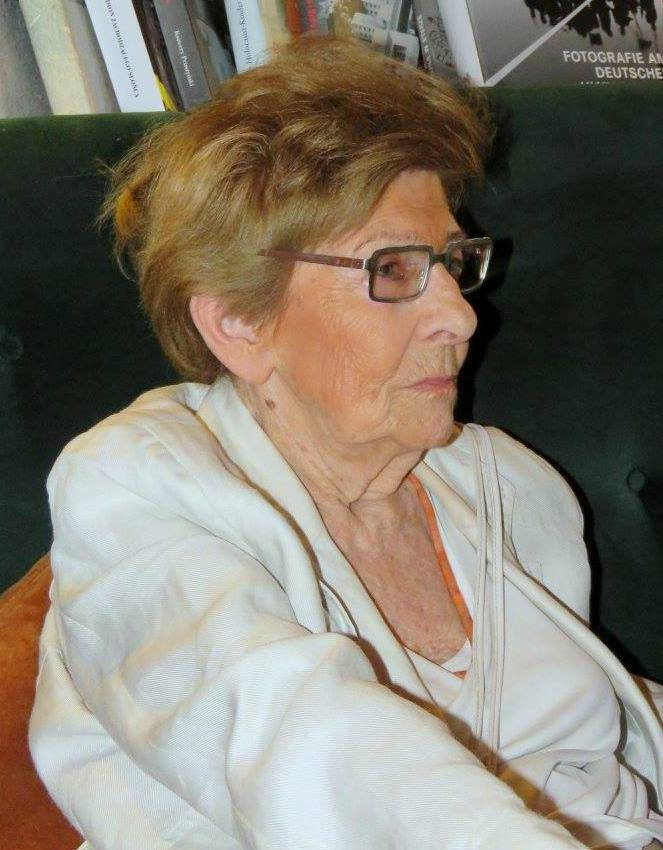
Ewa Berberyusz (2016)

Ewa Berberyusz, mit Pseudonym Halina Mirowska (* 19. August 1929 in Warschau; † 20. September 2020 ebenda), war eine polnische Journalistin und Schriftstellerin.

## Leben
Berberyusz besuchte eine Privatschule. Während der deutschen Besetzung besuchte sie den Unterricht im Untergrund. Im Frühjahr 1944 war sie Mitglied des Bataillons Parasol. Nach dem Zweiten Weltkrieg besuchte sie das katholische Gymnasium in Szymanów (bei Teresin) und legte dort 1948 das Abitur ab. Anschließend studierte sie Anglistik an der Universität Warschau, wo sie 1952 das Diplom erwarb. Nach ihrem Studium arbeitete sie von 1952 bis 1958 im Staatlichen Verlagsinstitut PIW, danach in der Presse- und Informationsagentur und in der Redaktion der Zeitschrift Forum. Als Journalistin debütierte sie 1957 mit dem Artikel Wadsworth Longfellow, der in der Zeitung Głos Pracy erschien. Für die Zeitschrift Dookoła świata arbeitete sie von 1965 bis 1973 und veröffentlichte zahlreiche Reportagen. Daneben publizierte sie ihre Interviews, Artikel und Reportagen in den 1960er und 1970er Jahren in mehreren Zeitschriften, darunter Dziennik Bałtycki, Głos Tygodnia, Ilustrowany Kurier Polski, Kurier Szczeciński, Kurier Lubelski, Kultura und Literatura. Dem Klub der katholischen Intelligenz sowie der Solidarność schloss sie sich 1980 an und begann mit der Zeitung Tygodnik Powszechny zusammenzuarbeiten. In den Verein der Polnischen Schriftsteller wurde sie 1989 aufgenommen und arbeitete für die Gazeta Wyborcza. Daneben schrieb sie weiterhin für den Tygodnik Powszechny und die Pariser Exilzeitung Kultura. Zudem schrieb sie für die Rzeczpospolita.

## Werke

### Romane
- Generał i ja, 1965
- Jedno z dwojga, 1968
- Szulerzy i jelenie, 1968
- Moja teczka, 2006

### Reportagen und Interviews
- Byle dalej, 1981
- Lechu, 1982
- Papież Polaków, 1984
- Głos z Gułagu. Rozmowa z Olgierdem Wołyńskim, 1988
- Na krawędzi fali. Kalwaria Zebrzydowska, 1991
- Anders spieszony, 1992
- Książę z Maisons-Laffitte, 1995
- Ale się porąboła, 2000